# 龍宮
龍宮（りゅうぐう、竜宮とも書く）または竜宮城（りゅうぐうじょう）、水晶宮（すいしょうきゅう）、水府（すいふ）は、中国や日本各所に伝わる海神にまつわる伝説に登場する海神の宮。日本風のよみをして龍の宮（たつのみや）、龍の都（たつのみやこ）、海宮（わたつみのみや）などとも呼ばれる。
「乙姫」あるいは「龍王」が統治する世界として水中に存在するとされている宮殿あるいは世界を表す。
日本各地の昔話に登場するが、湖沼や川、洞窟が龍宮への通路となっているものも存在しており、伝承地は必ずしも臨海部であるとは限らない。

## 概要
龍宮は海の中に存在すると考えられているものであり、多くは海神あるいは水にまつわる神などがその場の主（ぬし）として存在している。多くの伝説・昔話に共通する点に、おもむいた者へ宝物（多くは礼品として）を与えるという点がある。但し、必ずしも海中に存在しなければならないものではなく、日本の中世文学である『平治物語』や『源平盛衰記』では、滝壺の奥にある陸上に竜宮が存在する設定となっている。
中国の伝説や物語では、竜王があるじであるとして登場する。海域などによって各地にいくつもの竜王が存在する（四海竜王など）とも語られる。仏教や道教・陰陽道の説話にも広く龍宮は見られる。
能では「上は非想の雲の上。下は下界の龍神」（『和布刈』）など、下界（げかい）という言葉が使われたりもする。これは仏教における上界（浄土や天道）との対語であり龍たちの世界が欲界に属するというもので、仏典に由来するもの。

### 龍宮伝説に現れる事物等
- 浦島太郎

乙姫が住む宮である龍宮（龍宮城）に、助けた亀の背中に乗って行った。城の中では時の経つのが緩やかであったという。中と外では時の流れが異なっていた。
四季が同時に楽しめる庭が城の四方に存在しており、東には春、南には夏、西には秋、北には冬の景色が存在している。
- 竜宮童子
- 竜宮女房

## 浦島伝説の源流
中国において神仙たちの住む地とされた蓬萊（ほうらい）などの仙境は海の果てにある島であると考えられた。海中に存在するという点からその中に龍宮が取り入れられ、道教や説話文学などを通じ中国から移入され、「浦島太郎」や「海彦と山彦」における龍宮はかたちづくられていると考えられる。
中国の洞庭湖周辺に伝わる龍女説話と仙境淹留（えんりゅう）説話に分類される伝説を下地に、日本化された物語が「浦島太郎」であると推察されている。中国での説話は、いずれも溺れる少女を救い、その恩返しとして、水中の別世界に案内され、結婚に至り、日が過ぎて、故郷を懐かしみ、贈り物をもらい故郷へ帰るという展開である。

## 神代における龍宮伝説

### 綿津見神宮
「わたつみのかみのみや」とよむ。わたつみは「海の神霊」の意味で、海宮また海神宮、海童宮 とも書かれ「わたつみのみや」とも称される。『古事記』や『日本書紀』 にみられる海神の住んで居る宮殿の名称。記紀神話や寺社関係の文書類において記されるが、宮殿の描写などには中国文化を通じて摂取された龍宮の影響が色濃く強くみられる。
- 山幸彦と海幸彦

海神（わたつみ）が住む宮殿として登場。山幸彦（彦火火出見尊）が失くしてしまった兄の釣り針を探しに向かう行先として登場する。無間勝間之小船（まなしかつまのおぶね）が移動手段として用いられる（『古事記』上巻、『日本書紀』巻第2、『彦火火出見尊絵巻』）。
行先については中世から近世にかけて「龍宮」や「龍宮城」という名前で称されることが一般的になっており、『若狭彦若狭姫大明神秘密縁起』 といった寺社縁起や、吉田兼倶による『日本書紀』の解説（龍宮・龍王 の呼称が用いられている）、物語や和歌の注釈書、都の錦『風流神代巻』（1702年）などの大衆的な版本にもそのような表現が広くみられる。
- 『万葉集』

浦島太郎のことをうたったとされる歌のなかでも、龍宮が海若神之宮（わたつみのかみのみや）と表現されている箇所もある。
- 安倍晴明（あべの せいめい）

近世の説話として、晴明が子供のころに堺で亀がいじめられていたのをたすけた礼に龍宮へつれてゆかれ、龍仙丸（りゅうせんがん）というものをもらったという場面が登場する。これを耳にいれると動物たちのしゃべる言葉の意味が理解できたという。
いっぽうで、12世紀に原本がつくられたとされる『彦火火出見尊絵巻』では「海の神」について「龍王」 という表現を用いており龍宮と海宮が早い段階から同一の存在としてあつかわれていたことが考えられる。日本各地で水の中の世界を「龍宮」と称する呼び方が多用されているのも、その延長線上にある。

## 各地の龍宮伝説
日本の物語（『お伽草子』など）や昔話・伝説では「わたつみのみや」などにくらべ「龍宮」であるとする設定が数多くみられる、そのため、龍宮と通じた場所であるとする伝説が残されている地は各地にひろく点在しており、以下にあげた例以外にも全国各地に無数に存在している。

### 日本各地の伝説
- 宮城県気仙沼市

山神と龍宮がどれだけ珍しいものを知っているかという争いをして、龍宮（龍宮さまとされる女神）が勝った話が漁師に伝承されている。山神はオクズ（気仙沼でタツノオトシゴの意）を観た事がなく、負ける。
- 福島県二本松市（旧塩沢村）

ある人が川で鍬を洗っていて、誤って水中に落とし、水底を探し回っていたら龍宮まで辿りついてしまった。その龍宮では、ただ1人、美しい姫がいて、機織りをしていた。3日目に村へ帰るが、村では25年ほどの時が過ぎていた（龍宮では外の3041分の1以下の時間の流れとなる）。その記念として、機織御前の御社を建てた。
- 岐阜県揖斐郡揖斐川町

白石山の淵にある龍宮の乙姫が、白石山西の麓の泉の湧水で毎日炊事洗濯や、谷汲山の岩屋で参籠していた菅原道真にさしあげその時に彼女が歌ったとされる歌が残されている。岐阜県の代表的な湧水として姫ヶ井の泉が今も残る。白石山には、尸羅ヶ池より住み着いた尸羅（しら）という嫉妬に狂った龍女が、八丈岩という大岩で相手の龍女（夜叉）を襲ったという伝説があり、彼女が住む洞窟の池は龍宮に続くと伝えられている。
- 三重県志摩市

伊雑宮に竜宮から戻った海女が持ち帰ったといわれる玉手箱が保管されている。
- 琵琶湖

藤原秀郷が瀬田の唐橋で龍宮の者から救けを乞われ大百足を退治した。龍宮の王は大百足を退治した礼として秀郷に避来矢と呼ばれる神秘的な大鎧を与えた。
- 香川県三豊市

龍宮城は三豊市詫間町の荘内半島沖にあったとする伝説がある。一帯には、浦島太郎が生まれた場所とされる「生里」、玉手箱を開けた「箱」、箱から出た煙がかかった「紫雲出山」ほか浦島太郎伝説にちなむ地名が多く残っている。浦島太郎の墓や太郎が助けた亀が祀られている亀戎社もある。
- 長崎県対馬市

海神神社や和多都美神社など海神系の神々を祀る古社が多く、古くから龍宮伝説が残っている。

### 海外の龍宮伝説
- 龍樹

南の海の中にある龍宮のことで、仏教の経典である『華厳経』のうちの下の巻（上中下の3巻があるとされている）を授かったという伝説が中国などでは仏典などに記される。このときに龍宮から得た経文が文字（梵字）のはじまりとなったとする話（龍宮相承）も存在する。
- 孫思邈（そんしばく）

竜王が住む水中にある宮殿として龍宮が登場。唐の時代の名医・孫思邈は蛇を助けて龍宮に行き、龍王から30種類の製薬の方法を教わったという説話が『続仙伝』にある。
- 月界長者

天竺につたわる説話として、月界長者が造った阿弥陀如来の材料の黄金は、龍宮の黄金（紫摩黄金）とされる。古浄瑠璃『月界長者』 などに登場。
- 蘇州

金生（きんせい）という男が金龍大王の娘（竜女）と恋仲になる。竜女は、「30年後にまた会おう」と約束したが、金生は、「30年後では私はよぼよぼだ」と嘆いた。すると竜女は、「龍宮に老いはない。若さを保つのは簡単」と薬のつくり方を渡して去った。その薬を服用し続けた金生は60歳になっても若さを保ち、1日ほど黄河を渡っていると、上流から蓮の葉に乗る竜女が現れ、連れだって共に神仙に去ったという。

### 儀来
「にらい」とよむ。奄美や沖縄などで語られる海の向こうにあるとされる異世界・ニライカナイをさす言葉であるが、昔話の中では龍宮と同義語として使われることもある。
- 鹿児島県徳之島

ネラと呼ばれる。海中にあり干潮のときに柱が見えるなどとも言われる。

## 寺社縁起における龍宮
日本各地の神社や寺院には、その建立の由来を説いた物語の中に龍宮を登場させるものが数多く存在する。いずれも龍宮と関与することにより何かしらかの宝物を授与されたあるいは獲得して来たことが話のなかに組み込まれていることが多い。龍樹の経典入手や孫思邈の医術獲得などインドや中国での先行する説話からの影響も、日本で説かれていった縁起物語の中には色濃くうかがえる。また、龍宮からの要請で建立されたと説かれている神社もあり、寺社縁起のひとつである『広瀬社縁起』では池の八万由旬もの深さの底に存在する龍宮城から来たと名乗る異装の麗人があらわれて建立の要請をしている。

## 竜宮の登場する作品
- 『俵藤太絵巻』、『田原藤太物語絵巻』

藤原秀郷を主人公とした絵巻物作品。
- 『彦火火出見尊絵巻』
- 『地蔵堂草紙』、『地蔵堂草紙絵巻』
- 『月王乙姫物語絵巻』
- 『月界長者』
- 『海人』（あま）

能。龍宮が「面向不背の珠」という宝物を盗んで行ったので、海人が取り返しに行く。
- 『太施太子』

能。龍宮へ如意宝珠を取りに行く。
- 『大織冠』

舞や浄瑠璃（近松門左衛門）などに見られる。能の『海人』を取り入れてつくられたもの。
- 友禅染

貝が吹くとされる蜃気楼に竜宮城が現れると考えられ、吉祥とされたことからの染め文様の題材の一つとされた。
- 『西遊記』

中国の小説。孫悟空が龍宮（水晶宮）で大暴れをする。
- 『絵本更科草紙』

栗杖亭鬼卵による読本。早川鮎之助が龍宮におもむく回がある。
- 『桃太郎伝説』
- 『じゅうべえくえすと』
- 『大神』

## 参考資料
- 宇治谷孟『全現代語訳 日本書紀』上 講談社学術文庫、1988年 ISBN 4-06-158833-8、73-79頁
- 島津久基編校『お伽草子』岩波文庫、1936年　146-151頁

## 関連画像

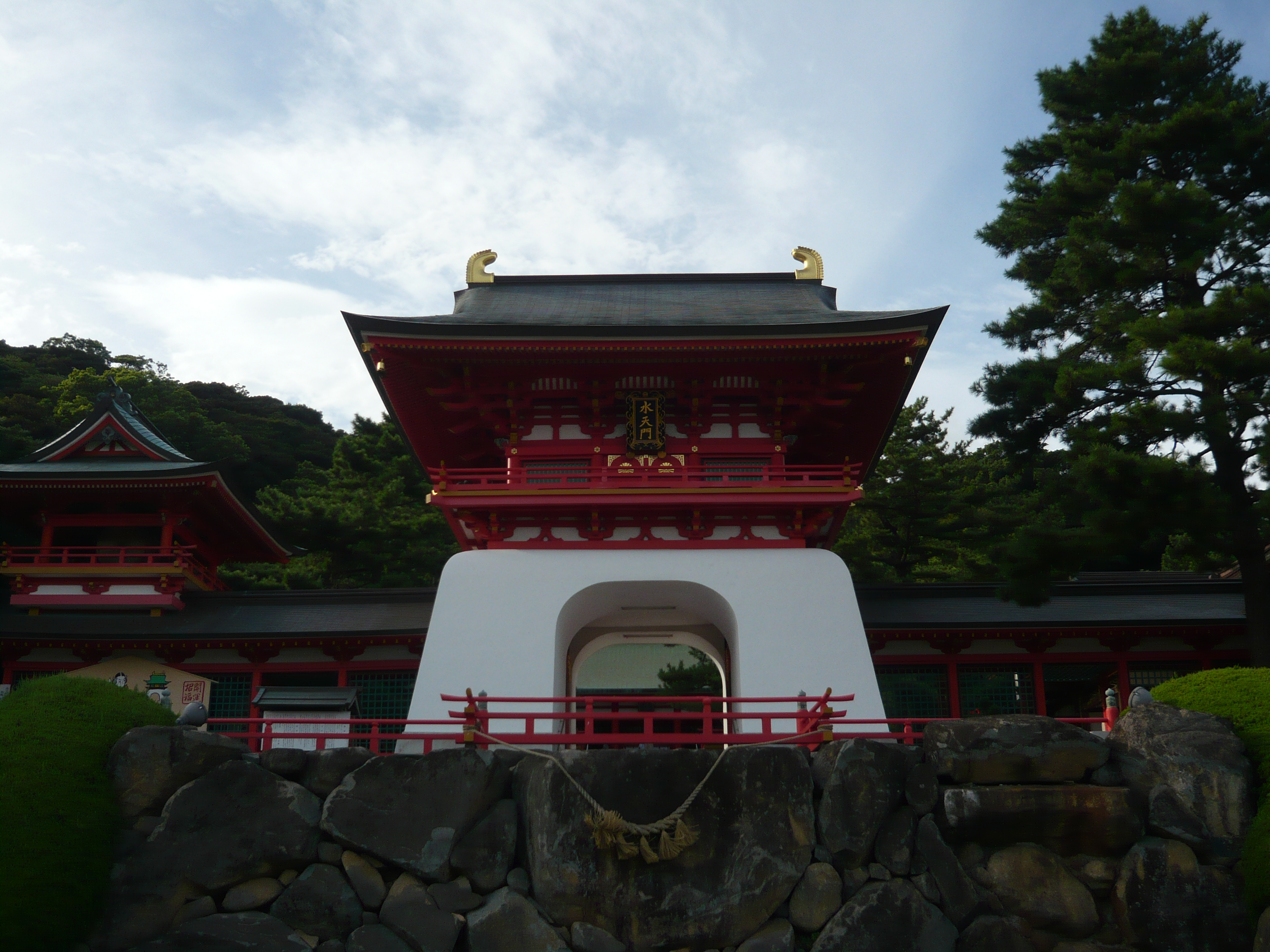
赤間神宮の竜宮造をした楼門の水天門
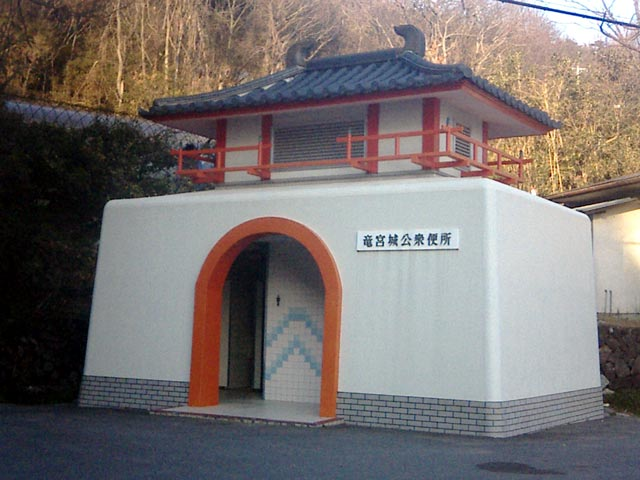
竜宮城公衆便所（香川県詫間町）
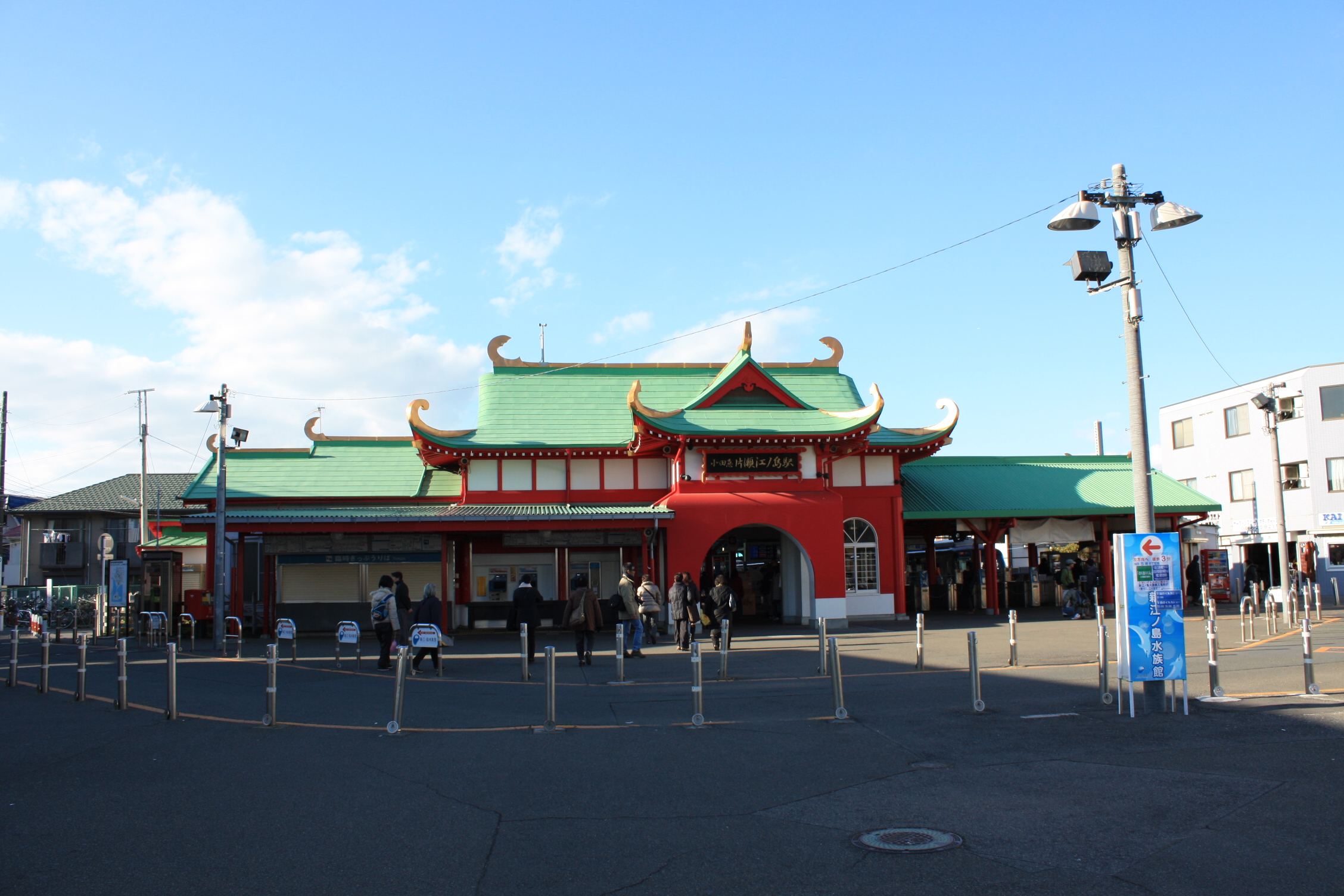
竜宮を模した小田急江ノ島線片瀬江ノ島駅（神奈川県藤沢市）
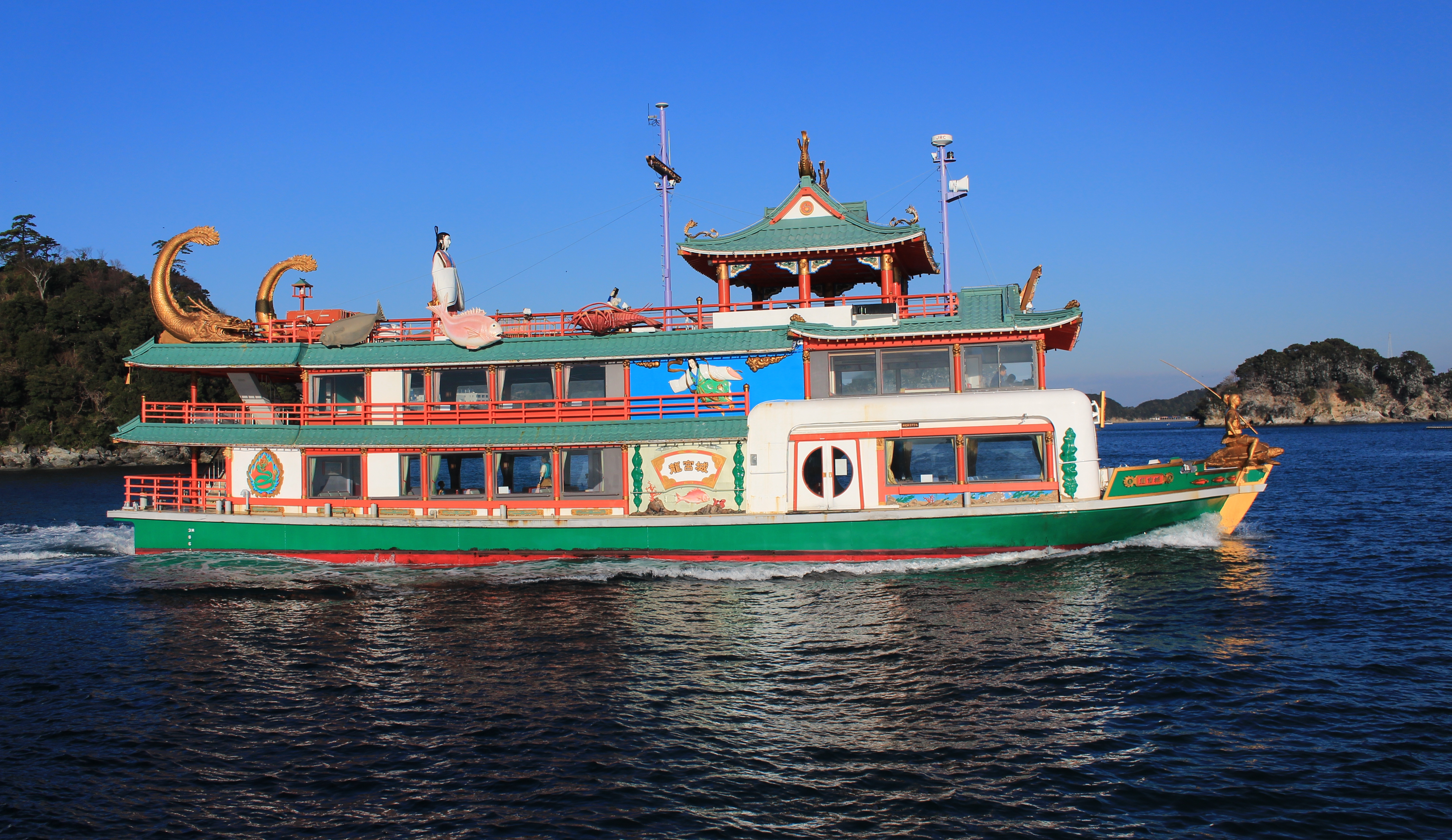
竜宮を模した志摩マリンレジャーの船舶「龍宮城」（三重県鳥羽市）